# Rochus Tatamai

Wappen als Erzbischof von Rabaul

Rochus Josef Tatamai MSC (* 24. September 1962 in Raduna, Rabaul) ist ein papua-neuguineischer römisch-katholischer Ordensgeistlicher und Erzbischof von Rabaul. Er ist ein Großneffe des seliggesprochenen Peter To Rot (1912–1945).

## Leben
Tatamai besuchte das Bischöfliches Knabenseminar in Ulapia (1978–1981) und trat danach in das Noviziat der Missionare vom Heiligen Herzen Jesu in Vunapau ein. Die zeitlichen Gelübde legte er am 2. Februar 1983 ab.
Danach wurde er nach Bosmana entsandt, wo der das Philosophie- und Theologiestudium fortsetzte. Am 2. Februar 1989 legte er die ewigen Gelübde ab und empfing am 26. November desselben Jahres in Vunapope die Priesterweihe. Nach seiner Priesterweihe besuchte er einen Kurs für Counselling in Australien und Kurse der Religious Television Association in Irland und Frankreich.
Von 1990 bis 1993 war er Pfarrvikar und stellvertretender Administrator in verschiedenen Pfarreien, von 1990 bis 1997 Beauftragter seines Ordens für die Berufungspastoral, Sekretär der Ordensprovinz (1992–1995) sowie Assistent des Leiters des Nachnoviziats (1995–1996).
Er studierte Kommunikationswissenschaft am Kairos Communication Institute in Maynooth, Irland (1997–1998). Danach war er Vizeprovinzial (1998–1999) und Leiter des Provinzrats (1999). Er war Mitarbeiter der National Broadcasting Corporation (NBC) und der Religious Television Association (RTA-EMTV) als Sekretär und Leiter der katholischen Abteilung (1998) und stellvertretender Vorsitzender der World Association for Christian Communications (WACC-PAC) für den pazifischen Raum mit Sitz in Donga (2000–2002).
Seit 2003 war er Mitglied der internationalen Kommunität und Kaplan der Sacre-Coeur-Basilika am Gründungsort der MSC-Kongregation in Issoudun, Frankreich.
Am 8. Juli 2005 wurde er zum Weihbischof in der zum Erzbistum Port Moresby gehörenden Suffragandiözese Kerema sowie zum Titularbischof von Accia ernannt und empfing am 29. September 2005 durch den Erzbischof von Rabaul, Karl Hesse MSC, die Bischofsweihe; Mitkonsekratoren waren Paul John Marx, Bischof von Kerema, und Ambrose Kiapseni, Bischof von Kavieng.
Am 29. November 2007 ernannte ihn Papst Benedikt XVI. zum Bischof von Bereina auf Papua-Neuguinea. Papst Franziskus ernannte ihn am 22. Juni 2018 zum Bischof von Kavieng. Die Amtseinführung fand am 15. August desselben Jahres statt.
Papst Franziskus ernannte ihn 19. Juni 2020 zum Erzbischof von Rabaul. Die Amtseinführung erfolgte am 29. September desselben Jahres. Das Bistum Kavieng verwaltete er bis zum Amtsantritt des neuen Bischofs Roland Vunuvung am 15. August 2023 weiter als Apostolischer Administrator. 

## Auszeichnungen und Ehrungen
- Orden des Sterns von Melanesien, verliehen vom Unabhängigen Staat Papua-Neuguinea am 4. April 2019.[4][5]